# Easy listening för masochister
Easy listening för masochister är Carl-Johan Vallgrens andra album. Det släpptes 1998. Albumet spelades in och mixades i Atlantis studios i mars 1998. Producerad av Lasse Englund.

## Låtar
1. Sekreterarsamba
2. Om duellen mellan löjtnant Carl-Henrik Lejonborg och den ryska greven Stroganoff
3. Masochisten talar
4. Klassträffen
5. Gourmanden
6. Storbyserenad
7. En gång är ingen gång
8. Flykten från Lyckebo
9. Hypokondrikern
10. Balladen om döden i Rättvik

## Studiomusiker
- Peter Nordal: piano
- Patrik Boman: kontrabas
- Lasse Englund: gitarr
- Mikael Nilsson: percussion
- Ronnie Gardiner: trummor
- Christer Jansson: percussion
- Myrra Malmberg: sång
- Sara Isaksson: kör
- Johan Setterlind: trumpet
- Gunnar Bergsten: sax
- Hector Bingert: klarinett
- Per "Texas" Johansson: klarinett
- Emilio Estrada: violin